# Potpourri

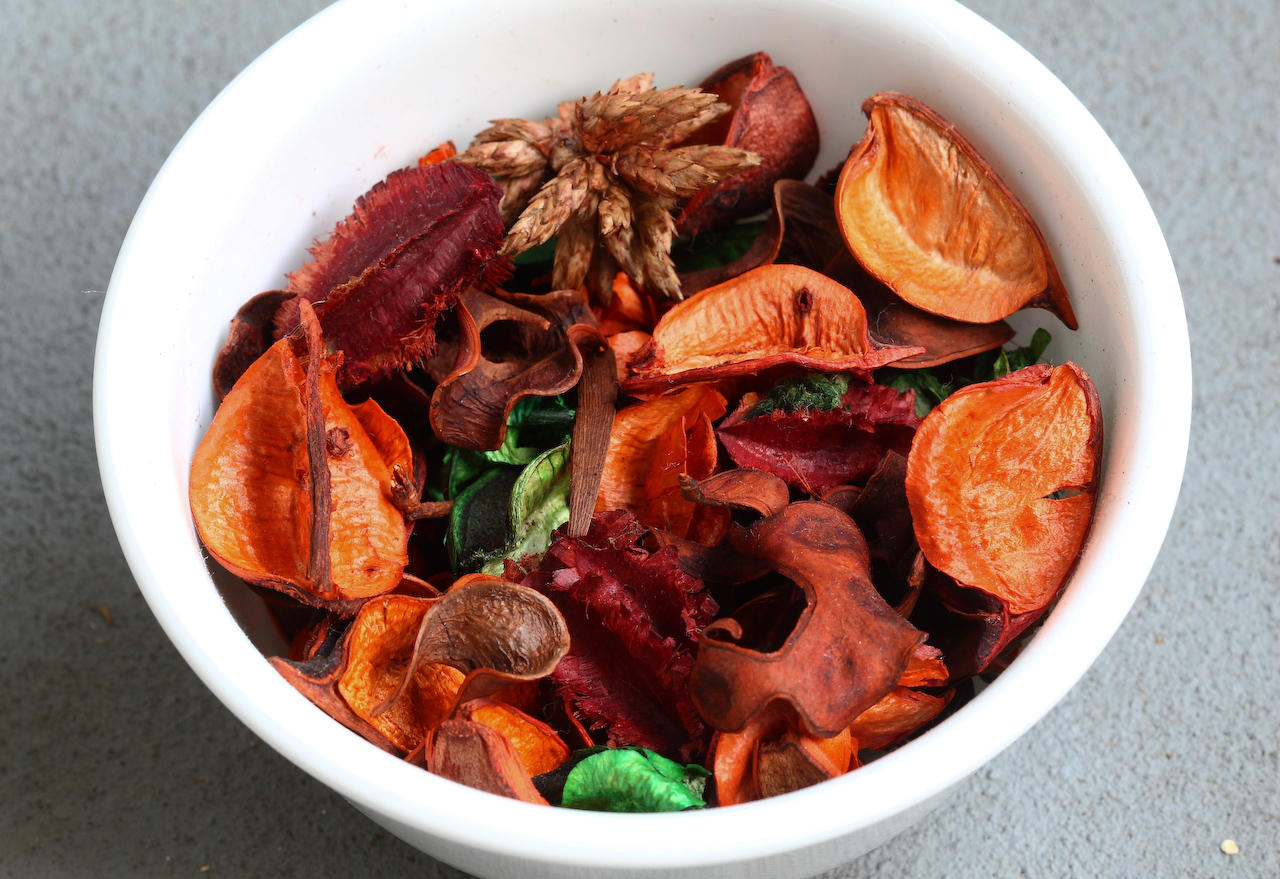
Potpourri

Un potpourri o pot-pourri (AFI: /ˌpopuˈʀi/) o talvolta pupurrì è una composizione realizzata con petali di fiori secchi ed oli essenziali, normalmente utilizzata per profumare e/o abbellire gli ambienti. Di solito viene collocata in ciotole di legno, o in sacchetti di stoffa.
Il termine potpourri, dove "pot" significa "vaso" mentre "pourri" significa "marcio", è una parola francese calco dello spagnolo olla podrida (lett. "vaso marcio"). Lo stesso termine viene spesso utilizzato per indicare un insieme variegato di oggetti, un generico stufato di carni e verdure miste cotte insieme, e infine un'opera letteraria o musicale composta tramite l'assemblaggio di parti diverse (centone, o selezione, fantasia).
Fra i fiori maggiormente utilizzati nei potpourri si possono citare il pimento, il cedro, la cannella, il chiodo di garofano, il finocchio, il giuggiolo, il ginepro, la lavanda, la melissa, il limone, la maggiorana, la menta, l'arancia, l'artemisia, la reseda, la rosa e il rosmarino. Nei potpourri moderni spesso alle composizioni vengono aggiunti elementi decorativi e profumi sintetici.
Si chiama potpourri anche il recipiente - a forma di ciotola, oppure di piccola scatola o di barattolo con coperchio bucherellato e realizzato in porcellana, in maiolica o in terraglia - che è utilizzato per contenere il composto di fiori, di radici e di petali odorosi, il cui aroma si diffonde nell'ambiente.